# چهار شیر
چهار شیر (انگلیسی: Four Lions) یک فیلم در ژانر کمدی به کارگردانی کریس موریس است که در سال ۲۰۱۰ منتشر شد.

## بازیگران
- ریز احمد
- کیوان نواک
- عدیل اختر
- بندیکت کامبربچ
- جولیا دیویس
- کریگ پارکینسون
- الکس مک‌کوئین
- نایجل لینزی
- پریا کالیداس